# 屋廬連
屋廬連，在《孟子》書中又稱為屋廬子，生卒年不詳。戰國時人，一說為任國人，一說為晉國人。孟子弟子。有著作講述彭祖、老子之道，但今已失傳。有說認為屋廬連最初師承黃老之學，而後才轉投孟子門下。

## 生平
任國有人問屋廬連，禮、食、色何者最為重要，屋廬連不能回答，於是到鄒國請教孟子。孟子讓屋廬連反問：「如果不扭兄長的手就得不到食物，你會扭嗎？如果不翻牆奪走別人家的女子就得不到妻子，你會翻牆嗎？」
孟子曾收受任國國君之弟季任與齊國相國儲子的餽贈，日後卻只有去任國見季任，沒有去見儲子。屋廬連知道此事後，高興地去問孟子是不是因為儲子地位不如季任，所以孟子才不去見他。孟子只回答，送禮重在禮儀，屋廬連聽了就很悅服。有人問屋廬連孟子的意思到底是什麼，屋廬連表示，季任有留守國家的職責，無法親自到鄒國拜訪孟子，但儲子可以卻沒有親自來拜訪，代表他禮數不足，孟子便不去見他。
《孟子外書》記載，屋廬連曾問孟子無為而治，孟子回答，有意達到無為境界的人，就不是無為了。

## 稱號
- 北宋政和五年（1115年）：奉符伯
- 明朝萬曆三十九年（1611年）：先儒屋廬氏